# Zara Kay
Zara Kay (née en 1992 à Dar es Salaam, Tanzanie) est une militante laïque ex-musulmane, et militante des droits des femmes, basée à Londres et de nationalité tanzanienne et australienne. Elle est la fondatrice de Faithless Hijabi, une organisation internationale à but non lucratif offrant un soutien aux femmes ostracisées ou victimes de violences pour avoir quitté l'islam,.
Elle est arrêtée en Tanzanie en 2020 pour des « raisons politiques ». Libérée sous caution, son passeport lui est confisqué.

## Biographie

### Jeunesse
Zara Kay est née à Dar es Salaam (Tanzanie) en 1992 d'une mère kenyane et d'un père tanzanien. Ses parents sont musulmans chiites conservateurs et elle grandit dans un environnement religieux ou elle est élevée dans la foi musulmane chiite Khoja duodécimaine,. Chez elle sont parlées les langues anglaise, gujarati, swahili et kutchi mais pas l'arabe. Kay grandit entourée de ses quatre sœurs et de son frère et commence à porter le hijab dès l'âge de huit ans, parce qu'elle « voulait être plus pure, je voulais que Dieu m'aime davantage ». Avec le recul, elle déclarera: « ce n'est pas un choix. C'est de la coercition. ».
À l'âge de 14 ans, Kay commence à remettre en question sa religion, voulant savoir pourquoi elle ne pouvait pas être amie avec des non-musulmans, écouter de la musique, retirer son hijab ou refuser de se marier à dix-huit ans. À 15 ans, après avoir terminé le lycée, elle déménage en Malaisie pour fréquenter l'université Sunway (en) puis l'université Monash à Bandar Sunway,.    
À 18 ans, elle arrête de porter le hijab et déménage en Australie,.

### Immigration en Australie
En 2012, après environ 3 ans et demi en Malaisie, Kay déménage en Australie afin de poursuivre ses études à l'université Monash à Melbourne. Elle y termine son baccalauréat en technologies de l'information et sa maîtrise en systèmes d'information d'entreprise à l'âge de 21 ans. Kay obtient un emploi d'ingénieure dans une société d'informatique à Melbourne, et travaille comme ingénieur de support technique chez Google à Sydney jusqu'en 2018. La même année, elle obtient la nationalité australienne.  
Elle déménage à Londres en 2019.

## Apostasie et militantisme
Kay arrête de porter le hijab en 2011 à l'âge de dix-huit ans mais s'identifie toujours à cette période comme musulmane. Elle effectue la même année un pèlerinage (ziyarat) pour visiter les lieux saints islamiques chiites en Iran (notamment Qom et Mashhad) et un autre en Iraq en 2013.
Kay renonce à l'islam à l'âge de vingt-quatre ans parce qu'elle considère la religion comme incompatible avec ses propres valeurs: « J'ai rejeté beaucoup de valeurs islamiques telles que la punition des homosexuels, l'inégalité entre les sexes et le hijab forcé ». Élevée dans une communauté très unie et religieuse, elle dit que sa décision de cesser de porter le hijab et son éventuelle apostasie conduisirent à de nombreuses réactions négatives et haineuses de la part de sa famille et de son environnement social en Tanzanie. Kay et sa famille purent finalement rétablir des liens et jusqu'en décembre 2020, elle ne se sentait plus menacée par les réactions négatives de la communauté.
En 2018, elle fonde l'association Faithless Hijabi à Sydney.
Kay était l'un des panélistes invités à l'événement « Celebrating Dissent » (Célébrer la dissidence) au De Balie (Amsterdam), lors de la projection du film Laïcité, Inch'Allah! le 1er septembre 2019,,.

## Arrestation en 2020
Le 28 décembre 2020, Kay est arrêtée à Dar es Salaam (Tanzanie), elle est placée en garde à vue pendant 32 heures avant d'être libérée sous caution. Son passeport lui est confisqué. Kay et ses proches dénoncent une manœuvre politique visant à punir son militantisme et son apostasie.
Pour les autorités tanzanienne, Kay est accusée de ne pas avoir rendu son passeport tanzanien après avoir acquis la citoyenneté australienne, d'avoir utilisé la carte SIM d'un membre de la famille sans l'enregistrer à son nom et d'avoir tenu des propos satiriques sur Twitter au sujet de la gestion de la crise du Covid-19 par le président tanzanien John Magufuli. Les poursuites judiciaire au motif de « ne pas avoir enregistré une carte SIM de téléphone à son nom » ont déjà été utilisée en Tanzanie contre d'autres militants ayant critiqué le gouvernement,.
Kay est finalement autorisée à repartir pour l'Australie le 4 mars 2021, les charges initialement retenues contre elle sont abandonnées mais son départ est retardé par la police tanzanienne qui déclare alors avoir perdu son passeport australien. La militante déclarera avoir reçu de très nombreuses menaces de viol et de mort durant son arrestation.